# Arslan Giray
Arslan Giray, född 1692, död 1768, var Krimkhanatets khan 1748–1756 och 1767.